# Dave Rempis

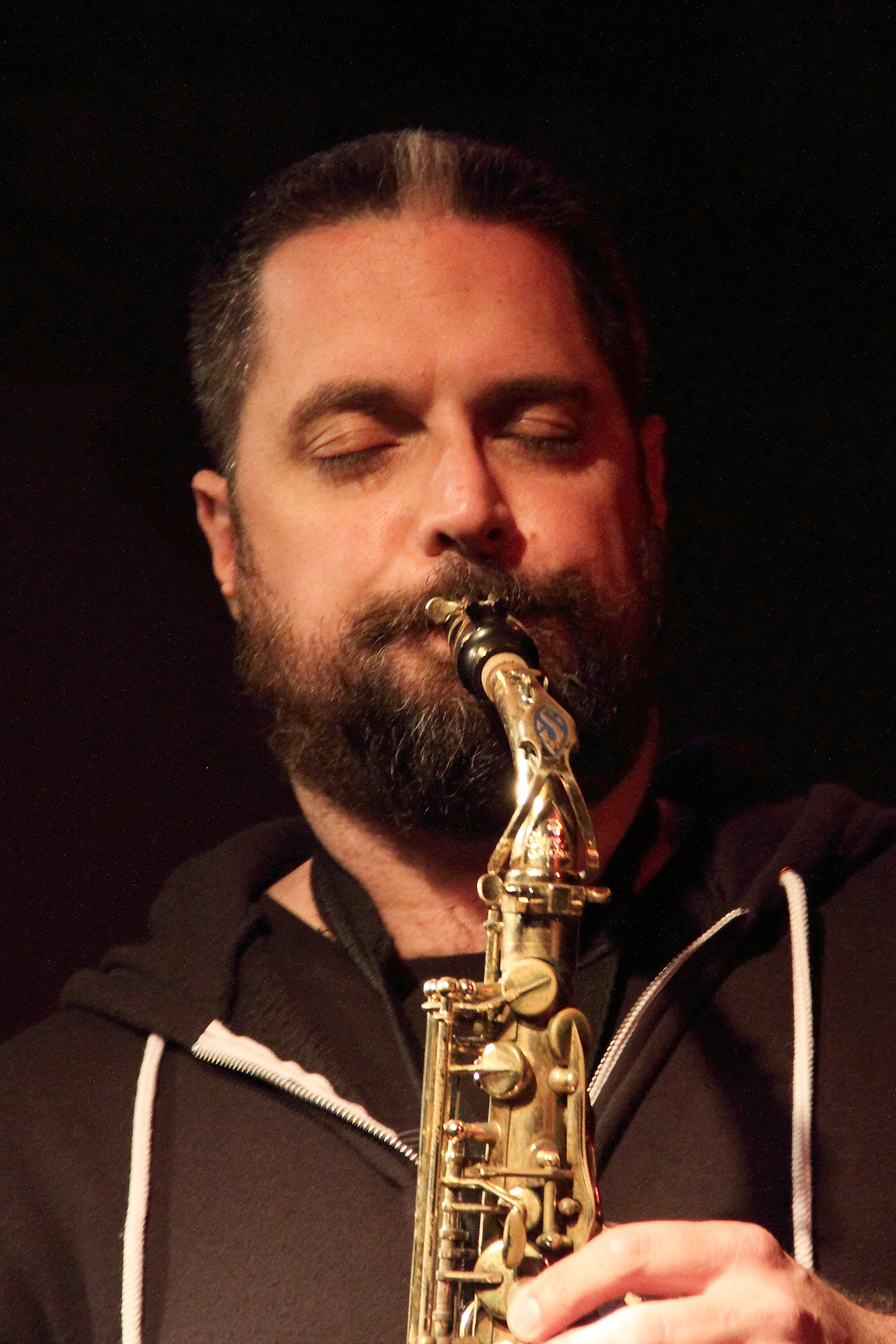
Dave Rempis im Club W71, 2017

Dave Rempis (* 24. März 1975 in Wellesley, Massachusetts) ist ein US-amerikanischer Jazz- und Improvisationsmusiker (Alt-, Tenor- und Baritonsaxophon, Komposition).

## Leben und Wirken
Rempis wuchs in Wellesley, Massachusetts, in der Nähe von Boston auf. Sein Vater stammt aus Griechenland; seine Mutter aus Indianapolis. Er begann mit acht Jahren Saxophon zu spielen; während der Highschool trat er in seiner Heimatstadt auf. Ab 1993 studierte er klassisches Saxophonspiel an der Northwestern University bei Frederick Hemke, daneben Anthropologie und Musikethnologie. Im Rahmen des Studiums verbrachte er ein Jahr im International Centre for African Music and Dance an der University of Ghana in Legon, wo er sich mit afrikanischer Musik beschäftigte und mit dortigen Highlife- und Reggae-Bands spielte. Nach seiner Graduierung an der Northwestern (1997) wurde er in Chicago 1998 Mitglied der Formation The Vandermark Five unter Leitung von Ken Vandermark, der er bis heute angehört. Es folgten Tourneen durch die Vereinigten Staaten und Europa. Er spielte auch in Vandermarks Territory Band und dessen Resonance Project (Double Arc, 2015) sowie im Ingebrigt-Håker-Flaten-Quintett.
Außerdem leitet Rempis seit Anfang der 2000er Jahre eigene Ensembles wie The Rempis Percussion Quartet und das Dave Rempis Quartet. Ferner arbeitete in verschiedenen Duo- und Trio-Projekten (mit Frank Rosaly und im Ballister Trio mit Fred Lonberg-Holm und Paal Nilssen-Love). Mit Nate McBride, Tim Daisy und Jeb Bishop spielte er in der Formation The Engines sowie im Quartett Bishop/Rempis/Kessler/Zerang. Gemeinsam mit Tashi Dorji (g) und Tyler Damon (dr) bildet er das Trio KUZU, das auch die Grenzen zum Rock auslotet. Im Laufe seiner Karriere arbeitete er auch mit Musikern zusammen wie Paul Lytton, Axel Dörner, Peter Brötzmann, Hamid Drake, Steve Swell, Roscoe Mitchell, Fred Anderson, Nels Cline, Mars Williams oder Joe McPhee. 2006 wurde Rempis beim Down Beat Critics’s Poll in der Kategorie Alt- und Baritonsaxophon in der Kategorie Rising Star nominiert.
Daneben betätigte er sich in Chicago als Konzertveranstalter, u. a. für die Konzertreihe der Elastic Arts Foundation, des Umbrella Music Festival und der Konzertreihe des Downtown Sound Gallery 2006/07. Er organisierte auch das Indie-Rock Pitchfork Music Festival in Chicagos Union Park.

## Diskographische Hinweise
- New Jazz and Improvisation (482 Music, 2003)
- Ken Vandermarks Territory Band: New Horse for the White House (Okka Disk, 2004)
- Dave Rempis Quartet – Out of Season (482 Music, 2004) mit Anton Hatwich, Jim Baker, Tim Daisy
- The Rempis Percussion Quartet – Circular Logic (Utech Records, 2005) mit Anton Hatwich, Frank Rosaly, Tim Daisy
- Rip Tear Crunch (482 Music, 2006)
- The Rempis Percussion Quartet – Hunter-Gatherers (482 Music, 2007)
- The Engines (Okka Disk, 2007)
- Cyrillic (482 Music, 2008), mit Frank Rosaly
- The Rempis Percussion Quartet – The Disappointment of Parsley (Not Two Records, 2009)
- The Engines – Wire and Brass (Okka Disk, 2010)
- The Rempis Percussion Quartet – Montreal Parade (482 Music, 2011), mit Ingebrigt Håker Flaten
- Ballister Trio: Mechanisms (Clean Feed, 2012), mit Fred Lonberg-Holm, Paal Nilssen-Love
- Wheelhouse : Dave Rempis - Jason Adasiewicz - Nate McBride: Boss of the Plains (2013)
- Dave Rempis, Darren Johnston, Larry Ochs: Spectral (2014)
- The Rempis Percussion Quartet: Cash and Carry (Aerophonic, 2015), mit Ingebrigt Håker Flaten, Tim Daisy, Frank Rosaly
- Chicago Reed Quartet: Nick Mazzarella, Dave Rempis, Mars Williams, Ken Vandermark: Western Automatic (Aerophonic, 2015)
- Dave Rempis, Albert Wildeman, Ryan Packard: Polynia (Aerophonic, 2016)
- The Rempis Percussion Quartet: Cochonnerie (2017), dto.
- Lattis (2017) solo
- Dave Rempis/Matt Piet/Tim Daisy: Hit the Ground Running (Aerophonic, 2017)
- Dave Rempis//Tim Daisy: Dodecahedron (Aerophonic, 2018), mit Jason Adasiewicz, Jim Baker, Fred Lonberg-Holm, Steve Swell, Katherine Young, Aaron Zarzutzki
- Spectral: Empty Castles:  (2018), mit Darren Johnston, Larry Ochs
- The Early Bird Gets (2019), mit Brandon Lopez, Ryan Packard
- From Wolves to Whales: Strandwal (2019)
- Dave Rempis, Jeff Parker, Ingebrigt Håker Flaten, Jeremy Cunningham: Stringers & Struts (2020)
- Silke Eberhard, Dave Rempis, Kent Kessler, Mike Reed: Exposure (2020)
- The Rempis Percussion Quartet: Sud des alpes (2021)
- The COVID Tapes: Solos, Duos & Trios (2021)
- Kuzu: All Your Ghosts in One Corner (2021)
- Bennu (2022), mit Avreeayl Ra
- Astragaloi (2022), mit Elisabeth Harnik, Michael Zerang
- Scylla (2022), mit Jim Baker, Joshua Abrams, Avreeayl Ra
- Dave Rempis, Tomeka Reid & Joshua Abrams: Allium (2022)
- Dave Rempis, Elisabeth Harnik, Fred Lonberg-Holm, Tim Daisy: Earscratcher (2023)
- Rempis Percussion Quartet: Harvesters (2023)
- Dave Rempis, Pandelis Karayorgis, Jakob Heinemann & Bill Harris: Truss (2024)
- Dave Rempis/Tashi Dorji Duo: Gnash (2024)
- Rempis / Adasiewicz / Abrams / Damon: Propulsion (2024)
- Wheelhouse: House and Home (2025), Rempis/Adasiewicz/McBride